# Andrei Ivan
Andrei Virgil Ivan (ur. 4 stycznia 1997 w Moreni) – rumuński piłkarz grający na pozycji napastnika. Od 2019 jest piłkarzem klubu Universitatea Krajowa.

## Kariera piłkarska
Swoją karierę piłkarską Ivan rozpoczął w 2003 roku w klubie CSM Moreni. W 2012 roku podjął treningi w juniorach Sportingu Pitești, a w 2014 roku został zawodnikiem CSU Krajowa. 8 marca 2014 zadebiutował w jego barwach w pierwszej lidze rumuńskiej w zremisowanym 1:1 wyjazdowym meczu z Olimpią Satu Mare. 28 maja 2014 w zwycięskim 2:1 domowym meczu z ASA Târgu Mureș strzelił swojego premierowego gola w ekstraklasie Rumunii. W sezonie 2015/2016 stał się podstawowym zawodnikiem CSU Krajowa.
| Sezon   | Klub        | Kraj    | Rozgrywki | Mecze | Gole |
| ------- | ----------- | ------- | --------- | ----- | ---- |
| 2013/14 | CSU Krajowa | Rumunia | Liga I    | 8     | 1    |
| 2014/15 | CSU Krajowa | Rumunia | Liga I    | 17    | 1    |
| 2015/16 | CSU Krajowa | Rumunia | Liga I    |       |      |

## Kariera reprezentacyjna
W swojej karierze Ivan grał w młodzieżowych reprezentacjach Rumunii. W dorosłej reprezentacji Rumunii Ivan zadebiutował 17 listopada 2015 roku w zremisowanym 2:2 towarzyskim meczu z Włochami, rozegranym w Bolonii, gdy w 85. minucie zmienił Bogdana Stancu.